# Bùnéng méiyǒu nǐ
Bùnéng méiyǒu nǐ é um filme de drama taiwanês de 2009 dirigido e escrito por Leon Dai e Chen Wen-pin. Foi selecionado como representante de Taiwan à edição do Oscar 2010, organizada pela Academia de Artes e Ciências Cinematográficas.

## Elenco
- Chao Yo Hsuan
- Chen Wen-pin
- Lin Chih-Ju